# دنيس مريديث
دنيس مريديث (بالإنجليزية: Dennis Meredith)‏ هو لاعب هوكي الحقل أسترالي، ولد في 29 سبتمبر 1945.